# Parachernes setiger
Espèce
Parachernes setiger est une espèce de pseudoscorpions de la famille des Chernetidae.

## Distribution
Cette espèce est endémique d'Amazonas au Brésil. Elle se rencontre vers Manaus.

## Description
Les femelles mesurent de 1,3 à 1,6 mm.

## Publication originale
- Mahnert, 1979 : Pseudoskorpione (Arachnida) aus dem Amazonas-Gebiet (Brasilien). Revue Suisse de Zoologie, vol. 86, no 3, p. 719-810 (texte intégral).